# بيفرلي بارتون
بيفرلي بارتون (بالإنجليزية: Beverly Barton)‏ (23 ديسمبر 1946، توسكومبيا في الولايات المتحدة - 21 أبريل 2011، توسكومبيا في الولايات المتحدة)؛ كاتِبة وروائية أمريكية.